# کاریشوو
کاریشوو (انگلیسی: Karyshevo) یک شهرک در شهرستان میاکینسکی استان باشقیرستان کشور روسیه است.